# Slawisches Henochbuch
Das slawische Henochbuch (zur Unterscheidung vom äthiopischen und vom Hebräischen Henochbuch auch Zweites Henochbuch) ist ein apokryphes und apokalyptisches Buch und erzählt von den Erlebnissen des Henoch vor seiner Aufnahme in den siebten Himmel.
Das slawische Henochbuch hat einen apokalyptischen Charakter und ist vermutlich im ersten Jahrhundert n. Chr. entstanden. Ursprünglich war es wohl auf Griechisch geschrieben, heute ist aber nur noch eine kirchenslawische Übersetzung erhalten geblieben. Es gibt mehrere Fassungen, eine längere und eine kurze, wobei die kurze durch Kürzung der langen Fassung entstanden ist. Dem Namen nach soll der Verfasser der im biblischen Buch Genesis erwähnte Henoch gewesen sein, der es aber sicher nicht geschrieben hat. Die Schrift lässt sich grob in drei Bereiche aufteilen: Der Bericht über die sieben Himmel, die Unterweisung des Henoch durch Gott, die Mahnreden des Henoch an seine Söhne und die Fürsten des Volkes.
Nach diesem Buch sind die Namen der Söhne Henochs: Methusalem (Metuschelach), Regim, Rim, Azuchan, Chermion.

## Inhalt
Zwei Engel nehmen Henoch mit sich und zeigen ihm die Himmel:
- Im ersten Himmel werden ihm die Gestirne, Wolken und Tauquellen gezeigt.
- Im zweiten Himmel findet er die abgefallenen, gefangenen Engel, die auf das Gericht warten.
- Der dritte Himmel ist das Paradies, in das die Gerechten unter den Menschen gebracht werden. Im Norden dieses Himmels ist die Hölle, dort werden die Ungerechten gepeinigt.
- Im vierten Himmel befinden sich Sonne und Mond. Im Osten und Westen befinden sich je sechs Tore, durch die die Sonne je nach Jahreszeit geht; damit werden die je nach Jahreszeit unterschiedlich lang hellen Tage erklärt. Desgleichen mit dem Mond: hier sind es zwölf Tore.
- Im fünften Himmel sind menschenähnliche Riesen als Wächter.
- Im sechsten Himmel sind sieben Engelschöre, die für die Ordnung der Welt sorgen.
- Im siebten (obersten) Himmel findet er die Erzengel, Ophannim, Seraphim, Cherubim und Gott auf seinem Thron.

Gott weist den Erzengel Bretil an, Henoch Feder und Papier zu geben und ihm alle Dinge über Himmel, Erde und Meer zu diktieren; nach dreißig Tagen hat Henoch 360 Bücher geschrieben. Danach beschreibt Gott Henoch die Erschaffung der Welt. Daraufhin schickt ihn Gott zurück zur Erde, um seinen Söhnen innerhalb von dreißig Tagen alles zu berichten und ihnen die Bücher zu bringen. An dieser Stelle erwähnt Gott bereits die kommende Sintflut.
Zurück auf der Erde hält Henoch zuerst seinen Söhnen eine Rede, erzählt von allem Geschehenen, warnt vor Sünde und ermahnt mehrmals und in vielfältiger Weise zum rechten, gottgefälligen Leben. Später mahnt er die Ältesten des Volkes in ähnlicher Weise und erzählt vom Lohn des gerechten Lebens. Das Buch endet mit der Aufnahme Henochs in den obersten Himmel.

### Ausgaben
- Die Bücher der Geheimnisse Henochs, das sogenannte Slavische Henochbuch, herausgegeben von G. Nathanael Bonwetsch bei J. C. Hinrichs in Leipzig 1922
- Christfried Böttrich: Das slavische Henochbuch; in: Jüdische Schriften aus hellenistisch-römischer Zeit 5; Gütersloh 1996; ISBN 3-579-03957-1
- Paul Riessler: Altjüdisches Schrifttum außerhalb der Bibel; Freiburg, Heidelberg: Kerle, 19886; S. 452–473. Digitale Volltextausgabe auf Wikisource

### Sekundärliteratur
- Christfried Böttrich: Weltweisheit, Menschheitskult, Urkult. Studien zum slavischen Henochbuch; WUNT 50; Tübingen 1992; ISBN 3-16-145860-5
- Christfried Böttrich: Adam als Mikrokosmos. Eine Untersuchung zum slavischen Henochbuch; Judentum und Umwelt 59; Frankfurt am Main u. a.: Peter Lang 1995. ISBN 3-631-48270-1.
- Andreas M. Wagner: Zwischen Engeln und Menschen. Die Rolle Henochs im slavischen Henochbuch. Hrsg. von Hermann Lichtenberger und Daniel Schumann (= Wissenschaftliche Untersuchungen zum Neuen Testament, Reihe 2, Bd. 634). Mohr Siebeck, Tübingen 2025, ISBN 978-3-16-163923-4.